# Métaphysique
Pour les articles homonymes, voir Métaphysique (homonymie).
 (novembre 2022).
La métaphysique est la branche de la philosophie qui étudie la nature fondamentale de la réalité. Elle s'intéresse à des concepts tels que l'être et l'identité, l'espace et le temps, la causalité, la nécessité et la possibilité. Elle comprend notamment des questions sur la nature de la conscience, l'âme et la relation entre l'esprit et la matière, ou entre la substance et l'attribut. 
La métaphysique est considérée comme l'une des quatre principales branches de la philosophie, avec l'épistémologie (ou théorie de la connaissance, ou encore gnoséologie en un sens plus large), la logique et l'éthique.
Le terme « métaphysique » prend des sens différents selon les auteurs et les époques. Dans un de ses traités intitulé plus tard Métaphysique, Aristote utilise l'expression « philosophie première » pour désigner un type de science dont le caractère premier tient autant à son importance qu'à sa dignité : la « science de l'être en tant qu'être ». La métaphysique a depuis traditionnellement pour objet des notions générales et abstraites telles que la substance des choses et leurs prédicats (qualités, quantités, relations). Depuis l'usage du terme qui en a été fait par la philosophie médiévale, la métaphysique est souvent définie comme étant un champ de la philosophie qui porte sur le monde, les choses ou les processus en tant qu'ils existent « au-delà » et indépendamment de l'expérience sensible que nous en avons.
De nos jours, la métaphysique est une discipline dont la notion est équivoque et qui recouvre aussi bien l'étude des réalités qui échappent aux sens que la connaissance de ce que les choses sont en elles-mêmes, indépendamment de nos représentations (« chose en soi »). Définie comme science de ce qui existe en dehors du monde sensible, la métaphysique se démarque de la physique et concerne des entités ou des processus considérés comme immatériels et invisibles (l'âme, le « monde intelligible », la « force vitale », etc.). Définie comme connaissance de ce que les choses sont en elles-mêmes, la métaphysique se démarque de la connaissance empirique des phénomènes, et peut en ce cas recouvrir une partie du champ des sciences. Elle est alors associée à une conception dite « réaliste » et détermine la portée ontologique des théories (philosophiques ou scientifiques).
En philosophie analytique, les premiers développements originaux de la métaphysique apparaissent au milieu du XXe siècle, renouvelant la discipline au sein de ce qu'il est désormais convenu d'appeler la « métaphysique analytique ». Ne s'opposant aucunement à la science, la métaphysique analytique utilise au contraire ses résultats, ou encore s'intéresse aux ontologies qui sont présupposées par les activités ou les discours scientifiques.

## Origine du terme
Les premiers livres qui définissent la métaphysique sont les ouvrages d'Aristote situés, dès les sommaires antiques, après la Physique, en grec meta ta phusika. Cette expression est traditionnellement attribuée à Nicolas de Damas (premier siècle avant J.C.), dans sa reprise de la classification des œuvres d'Aristote effectuée par son contemporain Andronicos de Rhodes, mais une confusion probable entre ce premier Nicolas et Nicolas de Laodicée (quatrième siècle après J.C.) rend la datation de cette première occurrence très douteuse. Cette désignation est ainsi donnée aux livres regroupés aujourd'hui sous le nom de Métaphysique. Le sens du mot méta-physique est donc d'abord éditorial, ce qui n'exclut nullement que les éditeurs antiques se soient ici inspirés d'une manière d'organiser les connaissances issue d'Aristote : la science des principes, qui est première en elle-même, se situe bien « pour nous » après la connaissance de la physique.
Le sens du mot se modifie (le préfixe meta pouvant signifier "au-delà" autant qu'"après") lorsque les platoniciens et néoplatoniciens y ont vu le nom d'une discipline philosophique à part, qui porterait sur les réalités au-delà de la physique (au-delà de ce que l'expérience de la nature donne à voir). Cette conceptualisation du mot de métaphysique est conforme à ce que Platon avait mis en place avec sa théorie des Idées ainsi qu'avec la dimension platonisante de certains textes d'Aristote concernant la philosophie première. Ainsi, Simplicius, dans un Commentaire sur la Physique d'Aristote (~535), écrit :

« La discipline qui considère les réalités entièrement séparées de la matière et la pure activité de l’intellect en acte et de l’intellect en puissance, celle qui est élevée à lui du fait de l’activité, tout cela ils l’appellent théologie, philosophie première et métaphysique, puisque cela se situe au-delà des réalités physiques. »

La scolastique médiévale a donné le sens de « par-delà la physique » qui est désormais une définition courante donnée à la métaphysique. Si ce sens du terme métaphysique doit sa structure à ce « dépassement » de l'étant en direction de l’être, nous dit Martin Heidegger, elle recouvre immédiatement cette racine en la transposant dans l'étant et se transforme en recherche du premier d’entre eux, c'est-à-dire, Dieu.

## Définition
La métaphysique ne dispose pas d'une seule définition, car elle a pris des sens différents selon les auteurs et les époques.
Bien que le terme « métaphysique » soit absent du vocabulaire d'Aristote, celui-ci est le premier à concevoir une « philosophie première », qu'il définit comme « la science de l'être en tant qu'être », ou « la science des premiers principes et des causes premières ».
Emmanuel Kant redéfinit la métaphysique en tant que discipline ayant pour objectif de s’élever jusqu'à la connaissance du « suprasensible », c'est-à-dire à la connaissance des objets inaccessibles à l'expérience sensible. Ses objets principaux sont l'âme, le monde et Dieu, en quoi la métaphysique recoupe en partie le domaine de la « théologie ». Pour Kant, « La métaphysique est la science qui contient les premiers fondements de ce que saisit le savoir humain. Elle est science des principes de l'étant et non pas des principes de la connaissance ». En ce sens, la métaphysique s’oppose à la physique. 
L’être en tant qu’il apparaît aux sens ou à la conscience, l’ensemble des phénomènes, est étudié par les sciences expérimentales et par la psychologie. Le métaphysicien cherche à dépasser les apparences, à saisir l’être. Il se demande, par exemple, si le monde extérieur est réel au-delà des consciences qui le perçoivent. La science explique les phénomènes par d’autres phénomènes, c’est-à-dire par des causes secondes. Le métaphysicien tâche d’atteindre les causes, ou la cause, dont tout dépend, les causes ou la cause première, les premiers principes : Dieu pour le théiste ou le panthéiste, la matière pour le matérialiste.[réf. nécessaire]
La métaphysique est aussi définie comme « la science de l’absolu ». Les sciences s’appliquent à des phénomènes subjectivement et objectivement relatifs : relatifs à l’esprit qui les pense, relatifs les uns aux autres, puisqu’ils se conditionnent les uns les autres. Le métaphysicien aspire à l’inconditionné, à l'absolu.[réf. nécessaire]
Si l’on refuse, comme Auguste Comte, d’appliquer à la métaphysique le terme de science, on peut néanmoins la comprendre comme « un effort pour résoudre les problèmes posés par-delà l’expérience ».[réf. nécessaire] Le métaphysicien ne peut, en utilisant la seule expérience externe ou interne, affirmer ou nier la réalité du monde sensible, l’immortalité de l’âme, l’existence de Dieu. C’est par des raisonnements basés sur certains faits que le métaphysicien cherche à résoudre ces grands problèmes.
On distingue généralement la métaphysique générale de la métaphysique spéciale.[réf. nécessaire] La métaphysique générale ou ontologie étudie l'être en tant qu'être. Elle vise à répondre à la question la plus générale : « Qu'est-ce que l'être ? », ce qui la conduit à étudier des notions telles que la substance, l'essence, la forme et la matière, l'individu, les faits, les événements, les propriétés, les tropes, les relations, etc. La métaphysique spéciale regroupe l'étude de domaines particuliers d'êtres. Elle est généralement divisée comme suit :
- La cosmologie rationnelle, étude du monde extérieur.
- La psychologie rationnelle, étude de l'âme.
- La théologie rationnelle, étude de Dieu.

L'adjectif « rationnelle » appliqué à la cosmologie et à la psychologie vise à les distinguer de la physique et de la psychologie expérimentales. Appliqué à la théologie, il la distingue des théologies révélées que l’on rencontre dans les différentes religions historiques.
En tant qu'elle vise la connaissance de la nature même des choses, la métaphysique est, selon ses développements, associée à une conception réaliste de la connaissance (réalisme épistémologique), qui peut être aussi bien idéaliste, spiritualiste que matérialiste. Elle qualifie alors la portée ontologique des théories (philosophiques ou scientifiques), c'est-à-dire ce qui en elles décrit la réalité.
 (juin 2025).

## Métaphysique générale

### L'ontologie
L’ontologie est l'étude de « l'être en tant qu'être ».
Dans un sens strict, l’être s’oppose au phénomène, ce qui est à ce qui apparaît : c’est le permanent opposé au transitoire, la substance au mode.
Mais dans un sens général, l’être s’applique à tout ce qui participe à l’existence, et non seulement à l’existence actuelle, mais à l’existence future, ou possible, ou même purement idéale : car tout cela est encore de l’être.
On peut distinguer divers modes de l’être :
- le possible, le réel et l’impossible,
- le contingent et le nécessaire,
- le fini et l’infini,
- le relatif et l’absolu,
- l’imparfait et le parfait[12].

### Existence
Un des modes d'être caractérisé par le fait d'être au monde. Cette chose la plus évidente qui soit, est précisément la plus difficile à définir. On parle d'être réel, mais qu'est-ce qu'être réel, sinon exister. « Pour les scolastiques l’exister désignait l’acte par lequel un sujet accède à l’être en vertu de son origine »,. Gilson parle d’une dévaluation du verbe « être » au profit du verbe « exister ». Dans la perspective classique il est question de distinguer l’existant du simple possible. Avec Heidegger le terme d’existence est réservé à l’être humain, les autres choses du monde seront simplement là, « sous-la-main » selon la traduction littérale d’une expression allemande.

### Les catégories
Le terme de catégorie apparaît chez Aristote, il désigne sous forme accusatoire ce qui relève d’une logique qui s’interroge sur le sens : quoi ? combien ? comment ? qui deviendront dans le vocabulaire métaphysique : substance, quantité, qualité et le relatif. Aristote distingue dix catégories de l'être :
- La substance (ousia en grec).

- La quantité, c’est-à-dire tout ce qui est susceptible de plus ou de moins, ou, dans un sens plus précis, tout ce qui est susceptible de mesure.
- La qualité : c’est toute disposition ou manière d’être d’une chose, à l’exception de la quantité. Les qualités peuvent être inséparables de l’être, et alors elles en constituent l’essence ; ou bien elles peuvent lui appartenir passagèrement, et elles ne sont plus que l’accident.
- La relation, rapport d’une chose à une autre, ou tout ce qui marque comparaison, comme : semblable, égal, plus grand, plus petit, etc.
- L’action, qui a lieu quand le sujet est cause de ses modes. L’action est immanente, quand on agit en soi-même (par exemple : penser), ou transitive lorsqu’elle passe à un autre sujet (par exemple : chauffer, éclairer).
- La passion, qui a lieu quand le sujet reçoit ses modes d’ailleurs.
- Le lieu.
- Le temps.
- La situation, ou disposition des corps par rapport à l’espace.
- La possession, ou l’acte d’avoir quelque chose à soi.

Pour Aristote, la catégorie de la substance est la plus importante car c’est vis-à-vis d’elle que se déclinent toutes les autres.

### Substance et essence
La substance, première des catégories de l’être pour Aristote, désigne à la fois le support et le fond solide de chaque chose.
La substance s'oppose au mode, l’être s'oppose au phénomène. On appelle mode ou phénomène tout ce qui tombe sous l’observation externe et interne. Les modes ont deux caractères principaux : ils sont multiples et muables.
Or, pour Aristote, l’esprit conçoit la nécessité de quelque chose qui établisse un lien entre les phénomènes et qui leur donne l’unité, et en second lieu d’un support ou substrat qui persiste et demeure le même pendant que les phénomènes changent et passent.
Enfin un autre caractère de la substance, c’est que, tout en restant une seule et même chose, elle peut recevoir les contraires.
Cependant l’expression de substrat ou de support ne désigne pas une substance cachée ou enveloppée sous les phénomènes. La notion de substance ne signifie rien autre chose, si ce n’est qu’un être n’est pas épuisé tout entier par ses manifestations externes. Il est en soi, il a un dedans, il est : il s’agit de ne pas faire du phénomène lui-même quelque chose de substantiel.
De même que l’on oppose la substance au mode, on oppose aussi l’essence à l’accident. L’essence comprend les propriétés constantes et permanentes de l’être et principalement celles d’où dérivent toutes les autres. L’accident est le phénomène qui peut se produire ou ne pas se produire, sans que la nature de l’être en soit affectée

### Modalités: le possible, le réel, l'impossible
On appelle possible tout ce qui n’implique pas de contradiction. La possibilité est indépendante de la probabilité : l'événement le plus improbable est possible tant qu'il n'implique aucune contradiction. Le possible, dans ce sens, s’oppose à l’impossible, qui n’est autre que le contradictoire.
Le possible s’oppose encore au réel. Le réel est ce qui est actuellement donné. Le possible est ce qui est susceptible d’être donné, mais ne l’est pas nécessairement. Il s’ensuit qu’on peut conclure du réel au possible, mais non réciproquement.
Le possible ainsi entendu est possible absolu. Le possible relatif est celui qui est d’accord avec les lois de l’expérience et avec les phénomènes antécédents. Il est possible, de manière absolue, que tel événement n'ait pas dû se produire nécessairement. Mais étant donnés les circonstances antécédentes, cela peut avoir été relativement impossible.

### Puissance et acte
Puissance et Acte (voir Puissance et acte) se définissent l’un par rapport à l’autre, ainsi la puissance est la possibilité ou la capacité du passage à l’acte. L’acte correspond à la réalisation par un être de son essence ou forme, par opposition à ce qui est en puissance.
Aristote distingue ainsi deux modes de l’être : l’être en puissance et l’être en acte, le potentiel (ou virtuel) et l’actuel. L’être en puissance, c’est l’être qui contient déjà, mais non développé, ce qu’il doit être. Pour Aristote, c'est l’enfant par rapport à l’homme, le gland par rapport au chêne, etc.
Le potentiel n’est pas la même chose que le possible. Le possible est une notion toute logique, c’est ce qui ne se contredit pas soi-même ou ne contredit pas les données générales de l’expérience. Le potentiel (ou virtuel), c’est ce qui existe déjà, mais d’une manière incomplète, c’est ce qui tend à exister, c’est ce qui existera si rien ne l’empêche.

### Contingent et nécessaire
Le contingent est ce qui peut être ou ne pas être. Cependant le contingent n’est pas le possible : car le possible n’est pas encore, tandis que le contingent existe ou existera, mais de telle sorte que l’on peut toujours concevoir sa non-existence.
Le nécessaire, c’est ce dont le contraire est impossible. Il y a deux sortes de nécessité : la nécessité logique, fondée sur le principe de contradiction, et la nécessité réelle, fondée sur le principe de causalité.
Le déterminé, c’est ce qui est tel ou tel, qui a telle qualité et non pas telle autre, tel degré et non pas tel autre. L’indéterminé est ce qui est susceptible d’être déterminé, mais ne l’est pas encore. Pour Spinoza et les philosophes déterministes, rien n’existe qui ne soit déterminé.

### Causalité
Par « cause » la métaphysique entend quelque chose de plus ample que le sens commun, « l’ensemble de tous les principes à l’origine de l’être de l'étant visé ». Dans cette optique, Aristote, et après lui Thomas d’Aquin, développent la théorie des quatre causes.
- La cause efficiente, qui peut être définie : ce qui étant posé, il faut que quelque chose s’ensuive. Par exemple, posé que le feu touche ma main, il s’ensuit de là qu’elle est brûlée.
- La cause finale, qui montre pour quel dessein est une chose, et peut être définie : à quelle fin est une chose.
- La cause matérielle, qui explique de quoi une chose est composée, et peut être définie : ce dont une chose est faite. Par exemple, cette statue est faite de bronze ou de marbre.
- La cause formelle, qui dit de quelle manière la chose est, et quelles en sont les propriétés. On peut la définir : ce qui fait qu’une chose est appelée telle ou telle. Par exemple, une chose est dite ronde parce qu’elle a de la rondeur[24].

On divise la cause efficiente en cause première et cause seconde.
La cause première est celle qui donne proprement le fond de l’être. La cause seconde, au contraire, façonne seulement la chose, et ne fait pas absolument qu’elle soit. Par exemple, le sculpteur ne fait pas le marbre, mais, le trouvant déjà fait, il le façonne : il est la cause seconde d'une sculpture.

### Identité et contraire
L’unité est ou mathématique ou métaphysique. L’unité mathématique est une grandeur prise pour terme de comparaison entre plusieurs grandeurs de même espèce. L’unité métaphysique est l’absence de parties ou de composition. Le type de l’unité est dans la conscience du moi.
L’identité est la propriété qu’a un être de rester le même à plusieurs moments de la durée.
La similitude est la propriété qu’ont plusieurs êtres d’avoir des caractères communs : la différence est ce qui les distingue les uns des autres. On appelle principe d’individuation le principe en vertu duquel un individu est distinct d’un autre.
La distinction poussée à l’extrême s’appelle contrariété. Par exemple, le blanc est l’opposé du noir. Lorsque l’opposition est telle que l’un des contraires marque la négation expresse de l’autre (le blanc, le non-blanc), c’est ce qu’on appelle le contradictoire.
Cependant la coexistence des contraires n’est pas l’identité des contraires, encore moins des contradictoires. Aristote, qui soutient le principe de contradiction, affirme en même temps que la puissance contient à la fois les deux contraires. Ils peuvent même se réaliser tous les deux, soit successivement, soit à la fois, mais à des points de vue différents.

### Fini et infini
Les objets qui tombent sous les sens ont des bornes, correspondant au lieu où le corps cesse, à l’ensemble des points qui terminent sa perception. De même, si l'on considère un objet par rapport à la durée, on le perçoit comme ayant commencé ou comme finissant devant nous : le commencement et la fin sont ses limites dans le temps, de même que la figure des corps est leur limite dans l’espace. Ainsi tous les objets perceptibles paraissent limités et finis à la conscience.
Il n'en est plus de même lorsqu'on veut appliquer cette idée, non plus aux choses qui sont dans l’espace et dans le temps, mais à l’espace et au temps eux-mêmes. On se représenter les limites du monde, car au-delà du monde il peut y avoir le vide mais le vide lui-même n’a pas de limites. Pour Platon, il en est de même du temps immobile, qu'il appelle éternité : l'éternité est antérieure au temps créé, et c'était encore du temps. C'est pourquoi Kant écrit que l’espace et le temps nous sont donnés comme actuellement infinis.

### Le relatif et l'absolu
On distingue l'infini et l'absolu. L'infini a rapport à la grandeur et l'absolu à l’existence. L’absolu s’oppose au relatif, l’infini au fini.
L’absolu est proprement ce que Kant appelle l’inconditionnel, c’est-à-dire ce qui n’exige aucune condition, ce qui ne dépend pas d’autre chose. L’être absolu, c’est l’être qui ne dépend d’aucun autre être, qui n’a besoin que de soi pour être, qui est à lui-même sa raison d’être. L’absolu a rapport à l’indépendance des actes et l’infinie à leur étendue.

### L'imparfait et le parfait
Il faut encore distinguer l’infini et l’absolu du parfait. L’infini a rapport à la grandeur, l’absolu à l’existence, le parfait à la qualité.
On distingue dans tous les êtres des différences de qualité ou de perfection. Tant que ces qualités ont des limites et qu’on en peut supposer de supérieures, c’est ce qu'on appelle l'imparfait. Quand on conçoit au contraire la qualité de l’être élevée à l’absolu, c’est ce qu'on appelle le parfait.

### La vérité
L’idée de vérité appartient comme l’idée de chose ou de liberté au groupe des idées innées selon la doctrine innéiste. Au commencement de la métaphysique et pour une longue période de son histoire, la vérité a été définie comme adéquation de la pensée à la réalité. Il faut attendre le XXe siècle et notamment Husserl et Martin Heidegger (voir Heidegger et la question de la vérité), pour que cette approche soit remise sérieusement en cause. Heidegger reprend la question à partir de l’entente grecque de la Vérité comme alètheia, c’est-à-dire comme comportement du Dasein et non voilement de l'étant, reléguant l'« adéquation de la chose à l’intellect » à une instance dérivée.

### Les jugements
Un jugement est analytique lorsqu'il se contente d’expliciter le contenu d’un concept. « Quand je dis tous les corps sont étendus, c’est là un jugement analytique, car je n’ai pas besoin de sortir du concept que je lie au mot corps pour trouver l'étendue unie avec lui ; il me suffit de le décomposer, c’est-à-dire de prendre conscience des éléments divers que je pense toujours en lui pour trouver ce prédicat ».
À la différence des jugements analytiques qui sont nécessairement a priori (en ce qu'aucun recours à l’expérience n’est nécessaire pour les formuler, une explicitation de l’implicite est la seule opération qu'ils permettent d’accomplir), les jugements synthétiques lient ensemble deux concepts qui ne sont pas évidemment liés (la cause avec son effet par exemple). Sera synthétique le jugement dans lequel le prédicat ajoute quelque chose au concept du sujet.
Kant supposera qu'il existe une troisième sorte de jugements, celle qui donne toute sa portée à sa « révolution copernicienne », les jugements synthétiques a priori. Il estime que ceux-ci sont « universels et nécessaires, comme les formules mathématiques », mais de plus qu'ils nous permettraient d'étendre nos connaissances, alors que les jugements analytiques ne pourraient que les expliquer ou les éclaircir. Cependant, ce type de jugements sera remis en cause par le Cercle de Vienne et semble être aujourd'hui abandonné par une grande partie des philosophes.

### Les idées platoniciennes
Aspect, forme ou structure qui rend visible, fait voir la réalité d’une chose, représente pour les philosophes platoniciens une forme intelligible, soustraite au devenir. Aristote qui s’interroge sur son statut ontologique, s’oppose au caractère séparé de l’idée que Platon professait.
 (juin 2025).

## Métaphysique spéciale

### L'âme et ses relations au corps
C’est en tant que « principe unificateur » de toutes les facultés que la notion d'« âme » a été introduite en philosophie accompagnée de problèmes qui lui sont propres, quant à ses fonctions, sa localisation (cœur ou tête), sa nature (corporelle ou non), les êtres qui la possèdent (tous les vivants, plantes et animaux, ou seulement l’homme).
Loin des controverses sur sa nature corporelle ou sur la question de sa localisation, ayant mobilisé les premiers penseurs de l'âme comme Thalès, Héraclite ou Platon, Aristote est le premier à l’intégrer rationnellement dans son système métaphysique. En comprenant l'âme comme forme substantielle du corps, « il fait de celle-ci la forme d’un corps naturel possédant la vie en puissance, étendant ainsi le concept d'âme à l’ensemble des vivants ». Accessoirement ainsi conçue comme forme du corps, la question de sa survie après la mort est négativement tranchée, l'âme ne lui survit pas et n’est donc pas immortelle. Thomas d’Aquin, tout aristotélicien qu'il fut, combattra cette conclusion en faisant de l'âme rationnelle une substance à part entière que Saint Bonaventure qualifiera de « matière spirituelle ».
Plus tard, la révolution cartésienne provoquera une nouvelle rupture entre l'âme et le corps obligeant à repenser le problème de leur union. En accentuant la distinction entre la sphère matérielle de l'étendue et la sphère intellectuelle de la pensée, « Descartes rend impensable toute forme intermédiaire ». Or il reste à expliquer comment des mouvements dans l’ordre matériel nous affectent directement et la possibilité d’un acte libre et volontaire. Chacun des philosophes du XVIIe siècle avance sa propre solution : le « parallélisme » chez Spinoza, l'« occasionnalisme » pour Malebranche, l'« harmonie préétablie » pour Leibniz.

#### Immortalité de l'âme
L’immortalité de l'âme dépend de la substantialité de l'âme. Cette problématique relève également de la théologie.

### Dieu: problèmes de son existence et de son essence
En principe, le Dieu personnel et créateur de la croyance monothéiste, ne concerne pas la métaphysique ; en relève seul, le dieu de la théologie naturelle, celui défini par Aristote comme cause ultime, premier moteur et principe premier de toute chose. Une interprétation médiévale du texte de l'« Exode », où Dieu dit à Moïse « Je suis celui qui suis », transforme ce Dieu personnel en sujet de la métaphysique et le confond avec l'« Être » même.
Descartes, dans ses Méditations Métaphysiques, peut dès lors affirmer l’existence d’un Dieu personnel, ultime garant de la conformité de la pensée avec les choses. Dans ce but, il met en œuvre une argumentation méthodique (ordre des raisons) où il expose l’idée suivante : un Dieu, qui est créateur de toutes choses, des essences mêmes, des êtres et des étants, dont la connaissance, le savoir, sont illimités, ce Dieu inconcevable pour la raison humaine qui est bornée, existe cependant parce qu'il nous en a apporté confirmation dans le simple fait que l’idée de son existence ait pu germer dans mon esprit. De plus, comme il existe chez Descartes une hiérarchie des idées, où la cause de quelque chose doit être plus parfaite que ce qu'elle origine, notre idée de Dieu, encore imparfaite et limitée, montre bien que lui-même est possesseur d’une perfection infinie. Enfin, la théorie cartésienne des vérités éternelles se base sur le fait que Dieu est créateur d’absolument toutes choses, y compris les vérités de la nature, les causes physiques et matérielles du monde, les essences des êtres animés ou inanimés, l’ordre universel.
Devenu le dieu des philosophes, le dieu de la théologie naturelle et de la métaphysique perd ses qualités fondamentales en devenant théorique et abstrait.

### La liberté: libre-arbitre et déterminisme
Selon le Dictionnaire des Concepts : « La liberté désigne en métaphysique, le pouvoir absolu d'être la cause première d’un acte, ainsi que l’expérience de ce pouvoir en tant qu'elle est constitutive du sujet. » Les philosophes ont bien noté que ce sentiment de liberté pourrait être le masque d’une sujétion inaperçue à la nature des choses. La liberté s’oppose en général (ce n’est donc pas toujours le cas) au déterminisme, au fatalisme et à toute doctrine qui soutient la thèse de la nécessité du devenir. Le concept de liberté divise très schématiquement les philosophes en deux camps : ceux qui en font le fondement de l’action et de la morale humaines (Épicure, Descartes, Kant), et ceux qui nient une quelconque transcendance de la volonté par rapport à des déterminismes tels que la sensibilité (Démocrite, Spinoza,  Nietzsche). La raison est introduite en philosophie à partir du concept grec de Logos qui de simple discours évoluera vers l’art de « combiner les concepts ou propositions » et finira comme faculté de comprendre. Puissance du vrai chez Spinoza, la raison devient principe ou fondement chez Leibniz.

## Critiques de la métaphysique
Selon Laurence Hansen-Løve, au dix-neuvième siècle, les principes d’inanité et de toxicité de la métaphysique ont été mis en avant.

### Bourdieu
Selon Johann Michel, la pensée sociologique de Pierre Bourdieu s'oppose directement à la métaphysique.

### Bouveresse
- Jacques Bouveresse, Ernest Renan, la science, la métaphysique, la religion et la question de leur avenir, Publications du Collège de France, 2015 [lire en ligne]

### Étienne Gilson
« tous les échecs de la métaphysique viennent de ce que les métaphysiciens ont substitué à l'être comme premier principe de leur science, l'un des aspects particuliers de l'être étudiés par les diverses sciences de la nature. »

### Positivisme
(juin 2025).

## La métaphysique et sa fonction

### Une science contestée
Emmanuel Kant affirme dans l’introduction de ses Prolégomènes : « depuis l’origine de la métaphysique, si loin que remonte son histoire, il ne s’est rien passé qui eût pu être plus décisif pour les destinées de cette science que l’attaque qu'elle eut à subir de la part de David Hume », ce même David Hume dont il dit plus loin qu'il le réveilla de son sommeil dogmatique. Hume prenait appui sur l’impossibilité pour la raison de penser a priori et au moyen de concepts, entre autres principes « la relation de cause à effet », que cette relation n'était que la fille de l’imagination fécondée par l’expérience qui se croit autorisée à faire passer une habitude pour une nécessité objective. C’est à contester cette position que Kant se consacrera notamment dans son ouvrage majeur, la Critique de la raison pure.

### Une science nécessaire
Alors que l'on reconnaît à d’autres disciplines comme la logique, les mathématiques ou la physique le droit de sortir des limites de l’expérience, comment se fait-il, s’interroge Kant, qu'avec la métaphysique on n’atteint jamais le même degré de certitude, alors qu'elle traite des objets les plus importants pour notre curiosité, Dieu, l'âme, la vie éternelle ?
La compréhension de l’être que nous avons naturellement n’est pas, à elle seule, un « savoir », c’est la tâche de la métaphysique de nous aider à passer de la compréhension pré-ontologique au savoir explicite de l’être.
À un degré supérieur, la métaphysique, dans son exploration des concepts fondamentaux, valide les premiers principes à partir desquels chaque science positive peut mener ses investigations (principe de contradiction, causalité, réalité). Elle joue de plus, en systématisant et coordonnant nos connaissances, un « rôle normatif » et, en découvrant la dernière raison des choses, un « rôle explicatif ». C’est la métaphysique qui fixe les notions communes qui relient les divers systèmes de connaissance, comme c’est elle qui va, écrivait V. Ermoni, jusque dans l’invisible rechercher la raison d'être du visible.
Ainsi, Heidegger conclut : « la métaphysique est si essentielle qu'on ne peut s’en défaire comme on se défait d’une opinion. On ne peut aucunement la faire passer derrière soi, telle une doctrine à laquelle on ne croit plus et qu'on ne défend plus ».

### Structure de la métaphysique

#### Dynamique
Ontothéologie et analogie comme loi interne de constitution de la métaphysique. Historiquement « l’ontothéologie se constitue […] en même temps que s’élabore la problématique de l’analogie comme « Analogia entis » ». « La métaphysique se construit historiquement par adjonction de nouveaux éléments à un système qui se veut harmonieux et cohérent ». André Hayen va jusqu'à écrire « aux flots mouvants de l’histoire de la pensée, aux systèmes philosophiques variés, est immanente une unité supérieure à l’histoire, l’unité de la vérité supra-historique ».

#### Fondements
En métaphysique, chez Aristote comme plus tard chez Descartes, le rôle du fondement est joué par la « substance ». Mais plus généralement rechercher le fondement ou principe c’est s’interroger sur quoi reposent ultimement les choses et donc, de proche en proche, remonter jusqu'à la cause première ou premier principe non causé. Dans l’ordre de la connaissance, la recherche du fondement consiste à découvrir sur quoi (l'élément solide), l’on peut s’appuyer pour commencer à penser, ainsi de Descartes qui fonde tout son raisonnement sur le « cogito », ou Heidegger qui momentanément fit fond dans Être et Temps sur une « métaphysique du Dasein »,.

#### Ontothéologie
En 1957, Heidegger prononce une conférence intitulée Constitution onto-théologique de la métaphysique dans laquelle « il fait ressortir le fait que toute métaphysique s’enquiert de la totalité des étants (dans leur être) et sous celui hiérarchique de l’ordre qui en détermine la raison » (Dieu, cause première), même dans le cas où elle tourne le dos à la théologie. Heidegger parle à propos de cette structure onto-théologique d’un trait « destinal » de toute pensée métaphysique.

#### Analogie
Est-ce la même réalité quand je dis « la table est », « je suis », « Dieu est » ? Il semble impossible d’attribuer le même sens à l'« être » contingent que nous sommes, à l'« être » d’une table et à celui de l'« être incausé et absolu » dont tous les autres dépendent. De même sur le plan strictement métaphysique, la quantité qui n’est pas la qualité, qui n’est pas non plus l’action ou la relation « sont-ils au même titre » ? Pour la scolastique, il était essentiel, en vue d’offrir la possibilité d’un discours rationnel, sur l'« être suprême », d'établir la métaphysique comme « science de l’être en tant qu'être » d’où le développement d’une science qui sera ni univoque, ni équivoque, à savoir « une science analogique, ou « analogie d’attribution » conçue comme le mode hiérarchique d’une participation graduelle des étants à l’être selon leur dignité ».

## Les systèmes métaphysiques

### Les principaux systèmes
En introduisant une distinction entre le sensible et l’intelligible, Platon fonde sans la nommer ce qui sera plus tard, appelé, métaphysique, comme science de l'étant en tant qu'il « est » et qu'il est ce qu'il « est », science qui va se déployer tout au long de l’histoire de la pensée occidentale en de multiples formes et synthèses dont les plus importantes sont attribuées à Aristote, Thomas d’Aquin, Descartes, Kant, Hegel, Nietzsche. Si l’histoire est jalonnée de synthèses particulières qui finissent avec les époques qui les portent, le questionnement métaphysique, lui, reste une œuvre de l’esprit en perpétuelle recherche de synthèse et d’universel qui demeure éternellement.
S’agissant d’Aristote, Pierre Aubenque structure son gros volume consacré au problème de l’être chez Aristote autour de son échec à constituer une science « Une » de l’être (qu'il nomme philosophie première) autrement dit, à établir un fondement sûr à sa Métaphysique. Pour les médiévaux : « La métaphysique doit trouver son fondement en dehors d’elle-même, dans une théologie devenue reine des sciences ». Ils distinguent une métaphysique générale qui s’occupe du discours sur l’être et qui deviendra ontologie et une métaphysique spéciale dont les objets sont l'âme, Dieu ou le monde. La métaphysique appartient aux sciences spéculatives (physique, mathématiques et métaphysique) « elle opère dans le même genre que la philosophie première et la théologie la philosophie première qui s’occupe des causes premières, la métaphysique étudiant ce qui a le plus haut degré d’universalité (les transcendantaux), tandis que la théologie ce qui est séparé, Dieu ».
Débarrassée de sa dépendance théologique la métaphysique cartésienne va être fondée, en raison, sur la certitude du cogito ; avec elle, l’essor des sciences, et notamment la physique newtonienne, a pu se faire. Emmanuel Kant, en réaction, tente d’établir une métaphysique moins ambitieuse mais qui soit plus conforme à la nature humaine, écrit François Jaran. Avec Kant, la métaphysique n’ambitionne plus de porter des jugements sur les idées transcendantales, qui ne sont qu'illusions, quoiqu'elles soient des illusions utiles en ce qu'elles permettent d’unifier le champ d’expérience et de jouer un rôle régulateur pour la pensée. Après Kant la métaphysique dogmatique s’est trouvée un temps discréditée, remarque Jean Grondin au point que les bâtisseurs de systèmes les plus complexes, comme ceux développés par les penseurs de l'Idéalisme allemand (Fichte, Schelling et Hegel), ont tous évité de faire référence au mot métaphysique.
La métaphysique contemporaine a vu différents courants : alors que Kant tenta de refonder la métaphysique, le positivisme (Auguste Comte, Cercle de Vienne) et les idéologies la nièrent, tandis que d’autres voies furent ouvertes avec la phénoménologie (Edmund Husserl et Heidegger), le spiritualisme français (avec Louis Lavelle, Jacques Maritain) et la philosophie analytique. À noter que dans une démarche temporaire correspondant à la rédaction d'Être et Temps Heidegger a cherché dans les années 1920 à assurer un fondement plus sûr à la métaphysique, ce sera la métaphysique du Dasein. Enfin, la philosophie du processus — ou du procès, du devenir, de l'événement — se veut une alternative à la métaphysique de la substance. Alfred North Whitehead est peut-être l’auteur le plus important dans ce domaine.

### Une ligne et un destin: l’oubli de l’être
En raison de sa structure « onto-théologique », la métaphysique, bien avant l’introduction du christianisme, est depuis l’origine obnubilée par la question du fondement qui vise l'étant suprême, visée qui s’accompagne, selon Heidegger, de l'« oubli » de ce qui n’est ni un étant, ni l'étantité en soi, mais l’être même autrement appelée « différence ontologique. Dans une préface Alain Boutot, souligne que dans Être et Temps, Heidegger déploie la question de l’être en commençant par stigmatiser l’oubli dans lequel la tradition a laissé cette question depuis Platon et Aristote. Cet oubli n’aurait fait que s’accentuer, par étapes successives, pour culminer à l'ère moderne dans le règne incontesté de la « Technique ».
Définie à son origine, comme science qui a à s’occuper de l’être, la métaphysique s’absorba rapidement dans la tâche de dire le « vrai », résume Jacques Taminiaux. Selon cet auteur, avec la théorie des prédicats d’Aristote, la métaphysique prend son essor comme « logique de l'étant » en son entier tout en s’interrogeant sur le plus fondamental d’entre eux, le plus éminent, donnant ainsi simultanément naissance à une théologie.
 (juin 2025).

## La métaphysique comme moteur de l’histoire occidentale
Si la métaphysique est en perpétuelle recherche de synthèse, elle n’est pas pour autant, comme le remarque Martin Heidegger « une suite d’idées qui planent au-dessus de l’histoire » mais elle implique des décisions essentielles quant à la vérité de « l'étant » qui fonde un « âge » ou une époque, lui donne sa configuration et règle tous les phénomènes qui la caractérisent,. L’histoire de la métaphysique devient chez Heidegger, l’histoire de l’être lui-même, l’être est ce qui se manifeste et en même temps se dissimule dans une histoire, écrit Pierre Aubenque.

### La dynamique interne
Martin Heidegger comprend toute l’histoire de la métaphysique occidentale sous un même fil conducteur, celui de l’aggravation continue de l'« oubli de l’être », jusqu'à son oubli total dans l'ère de la technique, comme le « destin de l’être ». Il y aura dorénavant dans la pensée du philosophe une histoire de l’être et une histoire de sa vérité à travers la succession des époques.

### Les époques de la métaphysique
Tout commencerait, avec la détermination platonicienne de l’être comme « idea », d’où résulte une confusion entre l'« être et la phusis », qui entraîna l’interprétation de l’être comme idea, écrit Françoise Dastur. Cette interprétation, dans laquelle l’effet ou le résultat de l’être prend la place de l’être lui-même, a été interprétée par Heidegger comme le coup d’envoi d’une longue période de déclin qui ouvre la voie à ce qu'il a qualifié d’histoire de « l’oubli de l’être ».
La perception de la vérité, comme conformité de la pensée à la chose, une fois clairement émergée à partir d'Aristote, va se prêter historiquement à de nombreuses variations. Avec la vérité scolastique, l’adéquation de l’intellect humain à la chose se fondait sur l’adéquation de la chose à « la pensée créatrice de Dieu ». Martina Roesner note qu'une fois que la vérité phénoménale originaire eut été supplantée par cette vérité transcendante, la dimension langagière de la vérité s’est réduite à la correspondance établie par l’intellect entre la proposition et l'état des choses.
« Emmanuel Kant admettant avec l’unanimité de la tradition que le jugement est le lieu de la vérité et que, donc la connaissance (recherche de la vérité), culmine dans le jugement », et sans rien changer à l'équilibre de ce face à face, est venu « définir le phénomène comme objet possible de l’intuition d’un sujet, marquant ainsi que ce sont les objets qui doivent se régler sur notre connaissance et non l’inverse ».
C’est cette permutation, dont le mérite revient à Kant, qui est qualifiée couramment de « révolution copernicienne ». Toutefois, pour Heidegger, remarquent les traducteurs et interprètes dans l'ouvrage Kant et le problème de la métaphysique, cette permutation exprime beaucoup plus le fait que pour qu'un objet soit saisi comme objet, il faut au préalable qu'il soit saisi comme « étant ». Il devient ainsi patent que la connaissance de l’objet empirique est dépendant de la connaissance ontologique, préséance qui va constituer pour Heidegger le sens authentique de la « révolution copernicienne ».
La variation vraiment décisive de l'ère moderne et l’avènement du règne de la « Technique », dernière étape de cette longue histoire, se trouvait déjà formulée dans les travaux de  Descartes avec la prévalence absolue qu'il accorde à la « vérité certitude », qui impose aux choses de se soumettre à un certain type de connaissance, la « mathesis »,. Connaître n’est dorénavant plus un simple dévoilement mais le moyen de s’assurer d’un pouvoir sur l'étant.
Dans son développement ultérieur, la métaphysique conduit à l’impérialisme de la pensée calculante, si bien qu'entre l'« ego cogito » et la notion nietzschéenne de la « volonté de puissance », nouvelle et dernière figure de la « vérité de l’être », il n’y a pas de discontinuité fondamentale (voir Heidegger et la question de la technique). Jean Beaufret remarque que la figure terminale d’un tel destin se présente comme la mutation totale de la vérité en système de « valeur ». Jean Greisch, de son côté, note que malgré la rupture « épochale » que l’avènement des philosophies modernes est censé représenter, Heidegger a pu soutenir que du point de vue ontologique, elles n’apportent rien de nouveau.

### L’achèvement de la métaphysique: la technique
Dans les notes rassemblées sous le titre « dépassement de la métaphysique » des Essais et conférences, Heidegger dit explicitement, que la métaphysique est « achevée » parce qu'elle a fait le tour de ses possibilités, la dernière d’entre elles étant l'ère de la technique, rappelle Françoise Dastur. « La métaphysique achevée, qui est la base d’un mode de pensée « planétaire », fournit la charpente d’un ordre terrestre vraisemblablement appelé à une longue durée. Cet ordre n’a plus besoin de la philosophie parce qu'il la possède déjà à sa base. Mais la fin de la philosophie n’est pas la fin de la pensée, laquelle est en train de passer à un autre commencement. ». Franco Volpi précise que « dans la dernière phase de sa pensée, Heidegger aboutit à la thèse de la fin de la métaphysique, laquelle serait désormais passée dans l’essence de la « technique » moderne : celle-ci serait l’accomplissement de la métaphysique, « la métaphysique comme préhistoire de la technique » ». À ce sujet, remarque Michel Haar si l'époque de la technique en est l’ultime forme, « nous ignorons encore ce que nous réserve l’achèvement de la métaphysique et nous ne pouvons à peine imaginer ce qu'inventera la domination inconditionnée ou la mobilisation totale […] qui ne font que commencer ».

### Le dépassement de la métaphysique
Par cette expression de dépassement, il ne faut pas comprendre que la métaphysique serait passée et morte mais au contraire qu'elle atteint son aboutissement, c'est-à-dire la domination absolue par la « technique » dans le monde. C’est à travers une autre expression allemande la Machenschaft, intraduisible en français qu'Heidegger caractérise la démesure contemporaine de la « volonté de puissance » (Überwindung der Metaphysik ). Reprenant notamment dans son Nietzsche II, l’analyse nietzschéenne du Nihilisme, il le resitue dans l’histoire globale de l'« oubli de l’être » (Seinverlassenheit ). Tous les affects recensés à propos du désenchantement du monde, la détresse, le déracinement, la désacralisation, sont, selon Heidegger, autant de signes du délaissement de l’être et la manifestation de la Machenschaft auxquels on peut rajouter, le goût du gigantisme, l’extension de la calculabilité à tout l'étant y compris la gestion du parc humain qui va devenir ici, à partir de là, un thème fondamental qui fondera dorénavant toute sa critique de la modernité, de la technique, de l’affairement et de la dictature de la « faisabilité », par laquelle il faut notamment comprendre que tout ce qui peut être techniquement réalisé sera fait quel qu'en soit le coût pour l’humanité de l’homme. « L’homme arraisonné par le Dispositif a affaire désormais à des choses qu’il a toujours déjà prises en vue comme fonds ou stock disponible (en allemand, Bestände) » écrit Jean-François Courtine.